# Bundestagswahlkreis Plön
Der Bundestagswahlkreis Plön war ein Wahlkreis in Schleswig-Holstein für die Wahlen zum Deutschen Bundestag. Er umfasste den Kreis Plön und den Kreis Oldenburg in Holstein bzw. seit 1972 den nördlichen Teils des Kreises Ostholstein.

## Geschichte
Der Wahlkreis Plön hatte die Wahlkreisnummer 7. Er wurde für die Bundestagswahl 1965 aus Teilen der ehemaligen Wahlkreise Plön – Eutin/Nord und Oldenburg – Eutin/Süd gebildet. Das Gebiet des Wahlkreises bestand für die Bundestagswahlen 1965 bis 1972 unverändert.
Vor der Bundestagswahl 1976 wurde der Wahlkreis aufgeteilt. Das Gebiet des Kreises Plön ging an den neu gebildeten Wahlkreis Plön – Neumünster und der nördliche Teil des Kreises Ostholstein an den neuen Wahlkreis Ostholstein.

## Abgeordnete
Direkt gewählte Abgeordnete des Wahlkreises Plön waren
| Jahr | Name                 | Partei | Anteil der Erststimmen |
| ---- | -------------------- | ------ | ---------------------- |
| 1972 | Lauritz Lauritzen    | SPD    | 52,6 %                 |
| 1969 | Friedrich-Karl Storm | CDU    | 46,6 %                 |
| 1965 | Friedrich-Karl Storm | CDU    | 50,4 %                 |